# Andrea Guardi

Adorazione del Bambino, Louvre

Andrea Guardi, pseudonimo di  Andrea di Francesco da Firenze (... – ante 1476), è stato uno scultore italiano, originario di Firenze ma attivo per lo più a Pisa, a Piombino e in Lunigiana.

## Biografia
Andrea Guardi fu scultore, figlio d'arte, uscito dalla bottega donatelliana dei Rossellino e di Michelozzo Michelozzi.
Nella metà del Quattrocento fu attivo a Napoli e in molte città della Toscana come: Pisa, Piombino, Suvereto, Lari.
Il suo nome e la sua fama sono legati soprattutto per il coro marmoreo della chiesa di Santa Maria della Spina a Pisa, nel 1462. Quest'opera si caratterizzò dalla suddivisione dei riquadri, per le Virtù a bassorilievo, nelle quali si miscelano spunti espressivi brillanti con un formalismo classicheggiante.
Lo scultore rivelò in questi lavori un bagaglio artistico variegato che, solo parzialmente, deve influenze a Michelozzo e ad Antonio Federighi.
Tra le tante opere attribuite a Guardi dal Carli, vi fu il pregevole sepolcro dell'arcivescovo Pietro Ricci (Pisa, Camposanto monumentale), impreziosito dai rilievi con le Virtù, realizzate, presumibilmente, nella sua fase giovanile e oggi al Museo nazionale di San Matteo.
A lui è intitolato il "Museo d'arte sacra Andrea Guardi" di Piombino che custodisce alcune sue opere.